# Скуйе, Илларион Александрович
Илларион Александрович Скуйе (фр. Illarion Alexandrovitch Skuye; 1888-1914) — русский живописец и график, деятель русского авангарда. Участник Первой мировой войны, был убит на фронте.

## Биография
В 1906-1910 учился в Московском училище живописи, ваяния и зодчества у Константина Коровина и Валентина Серова. В училище наряду с А.В. Шевченко вошёл в круг молодых художников, группировавшихся вокруг М.Ф. Ларионова и Н.С.Гончаровой. В 1910 году, когда руководство училища после ухода из него В.Серова в качестве протеста против отказа дирекции зачислить в училище скульптора А.Голубкину приняло решение исключить из него отрицавших каноны "бунтарей", включая Ларионова, П.П.Кончаловского, А.В. Куприна, Р.Р. Фалька, В.В.Рождественского, А.В. Шевченко и других (всего - 63 студентов), подал заявление о добровольном выходе из училища. Вскоре принял участие в 1-й выставке «Бубнового валета» в доме Р.Левиссона (декабрь 1910 - январь 1911), на которой показал две работы (одну из работ «Женский портрет» — критика назвала «сделанный в испорченной голландской манере». См.: Крусанов. Т.І. Кн. 1. С.256).
Вступил в основанный Ларионовым «Ослиный Хвост» и вместе с М. Ф. Ларионовым, Н. С. Гончаровой, А. В. Шевченко, С. М. Романовичем участвовал в подготовке эпатажной выставки «Ослиный хвост» (март-апрель 1912). Участник выставки «Мишень» (март-апрель 1913). В каталоге последней ларионовской выставки («№ 4. Футуристы, лучисты, примитив»; март-апрель 1914) Скуйе не фигурировал, но в выставке, судя по отзывам критики, принял участие и даже заслужил признание: «Только одного художника можно отметить на этой выставке это И.А. Скуйе. Он выставил хорошие образцы лубочной живописи» (Крусанов. Т.І. Кн.2. С.216).
Две литографии Скуйе были включены в качестве иллюстраций в теоретическую брошюру А.В. Шевченко «Принципы кубизма и других современных течений в живописи всех времён и народов» (Μ., 1913).
Осенью 1914 года был мобилизован на военную службу и отправлен на фронт Первой мировой войны. Пропал без вести на фронте в том же 1914 году (после 1914 года более поздних упоминаний о Скуйе не встречается). 

## Галерея

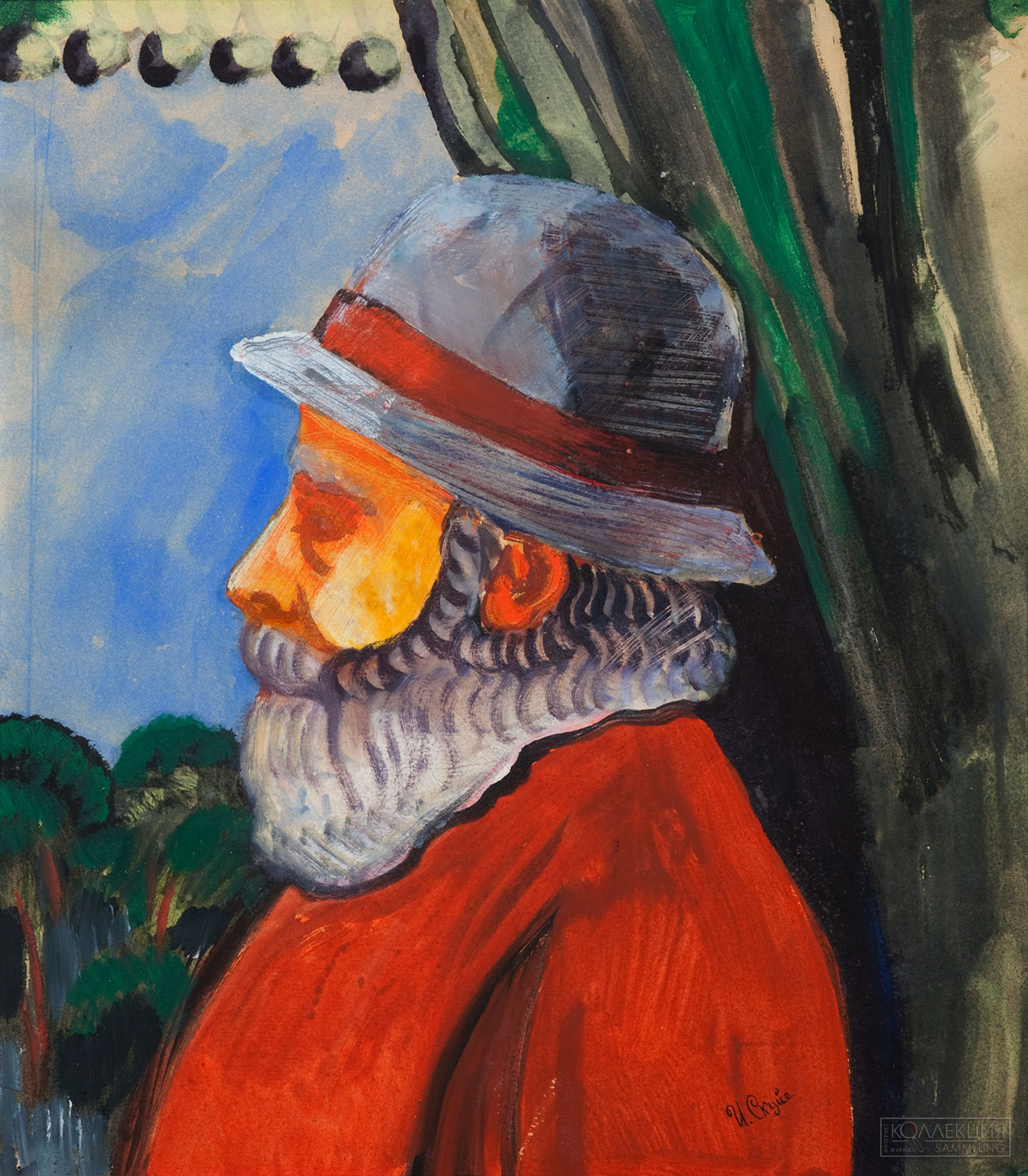
Старик в синей шляпе